# Călinești, Prahova
Călinești este un sat în comuna Florești din județul Prahova, Muntenia, România. În trecut aici a trăit o importantă comunitate de albanezi, care a fost însă asimilată de localnicii români.

## Istoric
La 12/24 martie 1595, Giovanni de Marini Poli, trimisul în țările române al împăratului Rudolf II de Habsburg, într-un mesaj din Alba Iulia către Bartolomeu Pezen, consilier imperial la Curtea din Viena, înștiința că Mihai Viteazul a permis unui grup de 15.000 de albanezi (bărbați cu familiile lor) să se stabilească în Țara Românească.
Acesta este considerat primul document care atestă începutul existenței pe teritoriul românesc a unei comunități de sorginte etnică albaneză. În următoarele două secole, documentele au făcut referire la arnăuți și negustori albanezi, la domniile voievozilor din familia Ghica și la aceea a domnitorului Moldovei, Vasile Lupu, zis Albanezul (1634-1635).
În 1602, domnitorul Simion Movilă a confirmat printr-un act privilegiile acordate de Mihai Viteazul albanezilor împământeniți în satul Călinești, județul Prahova, scutindu-i de biruri și alte dări pe o perioadă suplimentară de zece ani.
La sfârșitul secolului al XIX-lea, satul Călinești era reședința unei comune formate din el, satul Cătina și satul Siliștea Dealului (ultimul aflat astăzi în comuna Filipeștii de Pădure. Comuna Călinești avea 605 locuitori, o biserică datând din timpul lui Matei Basarab și o capelă a Mariei Cantacuzino, două mori pe Prahova și o școală datând din 1970 în care învățau 52 de elevi (din care o singură fată). Ea a fost desființată în 1968, satele ei fiind împărțite între comunele Florești și Filipeștii de Pădure.
La recensământul din 2002, în comuna Florești nu locuia niciun chinez.